# كيغو ياماشيتا
كيغو ياماشيتا (باليابانية: 山下敬吾؛ بالكانا: やました けいご) هو لاعب غو محترف ‏ ياباني، ولد في 6 سبتمبر 1978 في أساهيكاوا في اليابان.